# غلين دينيسون
غلين دينيسون (بالإنجليزية: Glenn Dennison)‏ هو لاعب كرة قدم أمريكية أمريكي، ولد في 17 نوفمبر 1961 في بيفير فولز في الولايات المتحدة.

## وصلات خارجية
- غلين دينيسون على موقع مرجع كرة القدم المحترفة.كوم (الإنجليزية)